# Еставар
Еставар (фр. Estavar) насеље је и општина у јужној Француској у региону Лангдок-Русијон, у департману Источни Пиринеји која припада префектури Прад.
По подацима из 2011. године у општини је живело 413 становника, а густина насељености је износила 44,7 становника/km². Општина се простире на површини од 9,24 km². Налази се на средњој надморској висини од 1293 метара (максималној 1.659 m, а минималној 1.200 m).

## Демографија
| 1962. | 1968. | 1975. | 1982. | 1990. | 1999. | 2011. |
| ----- | ----- | ----- | ----- | ----- | ----- | ----- |
| 118   | 178   | 206   | 281   | 358   | 409   | 413   |

График промене броја становника у току последњих година